# Meteżewo
Meteżewo lub Meteževo (maced. Метежево) – wieś w północno-wschodniej Macedonii Północnej, w gminie Kriwa Pałanka.